# Миронов, Михаил Николаевич
Михаил Николаевич Миронов (род. 15 января 1953) — советский хоккеист, защитник.

## Биография
В сезоне 1970—1971 играл за молодёжную команду горьковского «Торпедо» и за горьковскую «Чайку» в чемпионате РСФСР; провёл один матч в высшей лиге за «Торпедо». Сезон 1972/73 отыграл в СКА МВО Калинин. В сезонах 1973/74 — 1977/78 выступал за «Торпедо», в сезоне 1980/81 — во второй лиге за «Полёт» Горький.